# Yojimbo
Yojimbo (用心棒 yōjinbō?, lit. «guardaespaldas») es una película japonesa dramática y de acción de 1961 dirigida por Akira Kurosawa. Ambientada en el Japón del siglo XIX es considerada una de las películas más recordadas del realizador y considerada una de las obras maestras del cine mundial.
Protagonizada por Toshirō Mifune, quien se alzara con la Copa Volpi del Festival de cine de Venecia por su interpretación, la película también fue nominada al Oscar al mejor diseño de vestuario en 1962.

## Sinopsis
Corre el año 1860. El surgimiento de una clase media en Japón terminó con el poder que se concentraba en el shogunato Tokugawa. Un rōnin que se hace llamar Sanjurō (Toshirō Mifune), otrora un samurái de la realeza, está ahora sin señor, y no tiene más amo que su propia voluntad de sobrevivir y ningún otro recurso más que su ingenio y su espada. 
De espíritu guasón, y con alma de aventurero buscavidas, el mercenario llega a un pequeño pueblo y busca la oportunidad de ofrecer sus servicios. Allí se entera de que la ciudad está dominada por dos bandos enfrentados: el de Ushi-Tora y el de Seibei. Ambos pugnan por hacerse con el poder. Sanjurō siente desprecio por ambos bandos de maleantes pero, tras mostrar sus habilidades en combate, engañará a ambos bandos ofreciéndose para que lo contraten. Haciendo creer a ambas bandas que tomará partido por el mejor postor buscará, por codicia, eliminar a ambos clanes de la ciudad.

## Reparto
- Toshiro Mifune como "Kuwabatake Sanjuro" (桑畑 三十郎?), un ronin errante y un maestro espadachín involucrado en una guerra de pandillas.
- Eijirō Tōno como Gonji (権爺?), el dueño de izakaya (taberna), aliado y confidente del ronin.
- Tatsuya Nakadai como Unosuke (卯之助?), un gánster armado y hermano menor de Ushitora e Inokichi.
- Seizaburo Kawazu como Seibei (清兵衛?), el jefe original de los bajos fondos de la ciudad. Opera desde un burdel..
- Kyū Sazanka como Ushitora (丑寅?), el otro jefe de banda en la ciudad. Originalmente era el lugarteniente de Seibei, pero rompió filas para iniciar su propia banda en una disputa de sucesión.
- Isuzu Yamada como Orin (おりん?), la esposa de Seibei y el cerebro detrás de las operaciones criminales de su marido.
- Daisuke Katō como Inokichi (亥之吉?), hermano menor de Ushitora y hermano mayor de Unosuke. Es un luchador fuerte, pero muy tonto y fácil de engañar.
- Takashi Shimura como Tokuemon (徳右衛門?), un cervecero de sake que dice ser el nuevo alcalde.
- Hiroshi Tachikawa como Yoichiro (倅与一郎?), el tímido hijo de Seibei y Orin que muestra poca inclinación a hacerse cargo de la banda de su padre.
- Yosuke Natsuki como hijo del granjero, un joven visto huyendo de casa al comienzo de la película y que se une a la pandilla de Ushitora.
- Kamatari Fujiwara como Tazaemon (多左衛門?), el alcalde de la ciudad y comerciante de seda que se está volviendo loco de miedo.
- Ikio Sawamura como Hansuke (半助?), el agente de la ciudad que es completamente corrupto y solo se preocupa por mantenerse con vida.
- Atsushi Watanabe como el tonelero, fabricante de ataúdes de la ciudad, que se está beneficiando enormemente de la guerra de bandas pero que finalmente decide ayudar a Sanjuro y Gonji a ponerle fin.
- Susumu Fujita como Honma (本間?), el "maestro espadachín" de Seibei que abandona a su empleador antes de una batalla con los hombres de Ushitora, lo que permite que Sanjuro tome su lugar.
- Sachio Sakai como Ashigaru
- Yoko Tsukasa como Nui (ぬい?), la esposa de Kohei. Tokuemon la hizo prisionera debido a su belleza después de que su marido no pudo pagar sus deudas de juego.
- Yoshio Tsuchiya como Kohei (小平?), el marido de Nui que perdió todo su dinero jugando y con frecuencia es golpeado por intentar visitar a su esposa.
- Taku Iyaku como Kannuki (かんぬき?), El acólito acromegálico de Ushitora.

## Conflicto con Sergio Leone
El director italiano Sergio Leone rodó Por un puñado de dólares (1964), una versión libre de Yojimbo, realizada, según él, como un homenaje a Akira Kurosawa y con el que se inició el género denominado Spaghetti Western. Al no pagar derechos de autor tuvo problemas legales ya que se inició un juicio entre los productores del filme de Kurosawa y los de Leone en el cual el director japonés afirmaba ser autor del guion junto con Ryuzo Kikushima. El escritor y crítico de cine británico Christopher Frayling, biógrafo de Sergio Leone, indicó no obstante haber identificado otras fuentes: la obra de Carlo Goldoni Arlequino, Servitore di due padroni (1745) y la novela de Dashiell Hammett Cosecha roja (1929). Finalmente la sentencia resultó favorable a Kurosawa lo que supuso un retraso de dos años para el estreno del filme de Leone en Estados Unidos, la pérdida de los derechos de distribución en Japón, Corea del Sur y Taiwán y una compensación del 15 % de las ganancias generadas por la película.

"Kurosawa vio Por un puñado de dólares y le gustó, al igual que Los siete magníficos. Pero en el caso de Por un puñado de dólares los productores cometieron una infracción. Entonces Toho, el estudio de Kurosawa, demandó a Leone y Kurosawa le envió una carta. Leone estaba muy contento de recibirla pero la carta decía: "He visto tu película. Es una muy buena película. Desafortunadamente, es mi película"."
Stephen Prince 

## Influencia
Yojimbo ha ejercido influencia en películas posteriores de otras cinematografías: el filme Last Man Standing (1996), interpretado por Bruce Willis y dirigido por Walter Hill, es una adaptación legalmente autorizada y Por un puñado de dólares (1964), de Sergio Leone, es una adaptación no autorizada legalmente. El drama urbano Fresh (1994), dirigida por Boaz Yakin, o Django Unchained (2012) de Quentin Tarantino también mantienen conexiones con el original de Kurosawa.

## Secuela
En 1962 se estrenó la secuela, también dirigida por Akira Kurosawa y protagonizada por Toshiro Mifune, Sanjuro (椿三十郎 Tsubaki Sanjūrō?).